# Улица Капитана Грищенко
Улица Капитана Гри́щенко — улица в Красносельском районе Санкт-Петербурга. Проходит от Петергофского шоссе до улицы Адмирала Черокова.

## История
Название было присвоено 27 июля 2012 года в память о капитане 1-го ранга Петре Денисовиче Грищенко (1908—1991).
Улица Капитана Грищенко имеет Г-образную конфигурацию. Возле угловой части пересекает коллектор реки Сосновки.

## Общественно значимые объекты
- торговый центр «Жемчужная Плаза»
- школа № 509
- детский сад № 78 «Жемчужинка» (два корпуса)

## Транспорт
Метрополитен: ближайшие станции — «Кировский завод», «Автово», «Ленинский проспект», «Проспект Ветеранов»; идёт строительство станции «Юго-Западная».
- Автобусные маршруты № 160, 226, 300
- Троллейбусный маршрут № 41